# Studentenverzet (Tweede Wereldoorlog)
Studentenverzet is de benaming voor studenten die zich hadden georganiseerd in het verzet tegen de Duitse bezetter tijdens de Tweede Wereldoorlog. Dit verzet vond in verscheidene Nederlandse steden plaats. Het werd vanaf 1942 landelijk gecoördineerd door de Raad van Negen.

## Leiden
Het bekendste voorbeeld van studentenverzet is het aanplakken van een anti-Duitse proclamatie in Leiden, een initiatief van de Leidse student Erik Hazelhoff Roelfzema (later Engelandvaarder en Ridder in de Militaire Willems-Orde), door hem beschreven in zijn autobiografische boek "Soldaat van Oranje". Ik Zal Handhaven was de eerste verzetskrant in Leiden en verscheen al in de herfst van 1940. 
Eind november 1940 gingen de Leidse studenten massaal in staking naar aanleiding van de landelijke maatregel alle Joodse hoogleraren en docenten te ontslaan. Met de staking gaven zij steun aan de protestrede van de decaan van de rechtenfaculteit prof. mr. R. Cleveringa. De universiteit werd hierop gesloten.
In april 1941 werden examens en tentamens tijdelijk weer toegestaan, maar de meeste studenten vertrokken òf naar andere universiteiten òf (soms) naar de illegaliteit. Hierna bleef de Leidse universiteit gesloten tot het eind van de oorlog. Om die reden ging er in het latere studentenverzet van de Leidse universiteit weinig of niets uit, wel was zij vertegenwoordigd in de, mede op initiatief van een Leidse student opgerichte, Raad van Negen die het verzet tegen Duitse maatregelen coördineerde.
Andere bekende (voormalig) studenten in het verzet waren: Ernst de Jonge, Kees Duthilh, Chris Krediet, Louis d'Aulnis en de broers Jan en Huib Drion.

## Nijmegen
Tot de actieve verzetsstrijders bij het Nijmeegsch Studenten Corps behoorde Jozef van Hövell van Wezeveld en Westerflier. Hij ging direct na het uitbreken van de oorlog in het verzet. Hij wist verscheidene sabotage-acties uit te voeren met de zogenaamde 'stamleden' (leden die direct vanaf het uitbreken van de Tweede Wereldoorlog in het verzet waren gegaan). Hij vormde samen met enkele burgers o.a. CS-6 (ook bekend als 'de groep Fredericks'). Door zijn inspanningen sloot het Nijmeegsch Studenten Corps zich aan bij de in 1940 opgerichte Nederlandse Studenten Federatie, waarvan het ab Actiaat bij het Leidsch Studenten Corps lag. Een van de eerste daden was het verspreiden van de Protestbrief aan het college van Secretarissen-Generaal. Deze brief werd in Amsterdam gedrukt, maar werd vooral ook bekend door de publicatie in het Corpsorgaan VOX Carolina. In 1941 ging de NSF echter ter ziele om in 1942 opgevolgd te worden door de Raad van Negen. Dit was het studentenorgaan van de Universiteiten en de Poly-Technische Hogeschool Delft. Door de inspanningen van Hövell van Wezeveld en Westerflier werd bijvoorbeeld de Loyaliteitsverklaring van 1943 maar door 0,1% van Nijmeegse studenten ondertekend. In Delft tekende circa 25% van de studenten. Op 28 maart 1944 werd hij gearresteerd en overgebracht naar het 'Oranjehotel', de strafgevangenis te Scheveningen. Op moment van zijn arrestatie was hij onderdeel van het Studentenverzetsblad De Geus (geleid door de broers Drion) en districtsvertegenwoordiger in het Nationaal Comité van Verzet. Op 4 januari 1945 overleed hij in Neuengamme door uitputting. Op 7 mei 1946 kreeg hij postuum het Verzetskruis uitgereikt.
Een andere actieve verzetsstrijder bij het Nijmeegsch Studenten Corps was Jan van Hoof. Hij ging direct na het uitbreken van de oorlog in het verzet. Hij wist verscheidene sabotage-acties uit te voeren met de zogenaamde 'stamleden' (leden die direct vanaf het uitbreken van de Tweede Wereldoorlog in het verzet waren gegaan). Tijdens de geallieerde opmars in het najaar van 1944 wilde de Duitse legerleiding de Nijmeegse Waalbrug vernietigen. Van Hoof verwijderde eigenhandig de door de Duitsers onder de brug aangebrachte explosieven. Hierdoor viel de brug ongeschonden in handen van de Amerikaanse en Engelse troepenmacht. De volgende dag werd Van Hoof doodgeschoten toen hij een groep soldaten van een Engelse tank begeleidde. In 1946 werd hij postuum onderscheiden door Koningin Wilhelmina met de Militaire Willems-Orde waarna in datzelfde jaar ook de Medal of Freedom van het Amerikaanse Congres postuum werd toegekend.
Bekend is verder dat er nog meer corpsleden onderscheiden en actief geweest zijn in het Studentenverzet. Documentatie hierover is echter moeilijk te vinden.  In een dispuutshuis aan de Berg en Dalseweg 23 is een gedenksteen met de namen van alle gevallenen van het NSC.

## Delft
In Delft hebben er in totaal uiteindelijk 175 Delftse studenten en 8 professoren de oorlog niet overleefd. Het Delftsch Studenten Corps (84 van de 545 leden) en S.S.R.D. (14 van de 102) hadden relatief gezien de meeste doden te betreuren. Verscheidene straatnamen herinneren nog aan studenten en professoren die tegen de bezetter in opstand kwamen, bijvoorbeeld de Van Hasseltlaan, de Mekelweg en de Schoemakerstraat.

## Tilburg

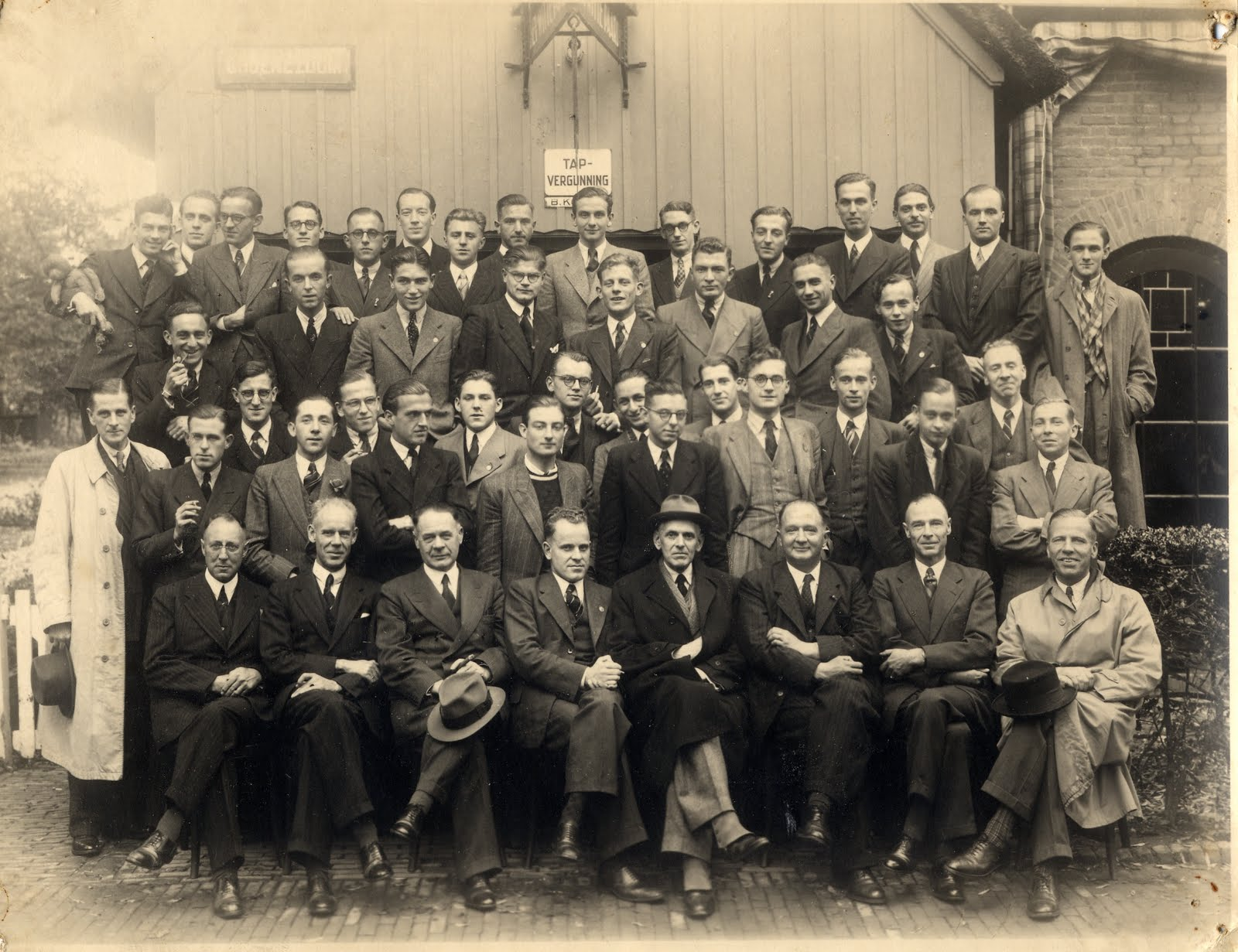
1e jaars studenten van St. Olof in 1941. Norbert Schmelzer staat vooraan op de tweede rij in het midden.

In Tilburg werd de loyaliteitsverklaring slechts door een zeer klein percentage (2.2%) getekend. Als gevolg werd de sociëteit gesloten en studentencorps Sint Olof opgeheven. De sociëteit werd een distributiecentrum van de Duitsers. Het verenigingsleven ging in beperkte mate verder op de omliggende landgoederen van professoren en ouders van studenten. Na de razzia op studenten in enkele steden verhuisden velen naar onderduikadressen. Van daaruit mengden een aantal zich in het studentenverzet, dat uiteindelijk veel leden het leven heeft gekost. De eerste Tilburgse gevallene was H. Koehorst. Voor hem en de andere gevallenen is er een plaquette gemaakt die sinds mei 2017 onderdeel uitmaakt van een monument dat zich nabij de aula van Tilburg University bevindt. Tijdens de oorlog was Tilburg vertegenwoordigd in de Raad van Negen, een interacademiale raad die de belangen van studenten behartigde. Bekende Tilburgs raadsleden waren Norbert Schmelzer en Tom Verdijk.
Op 27 oktober 1944 werd Tilburg door de geallieerden bevrijd en na drie jaar gedwongen zwijgen, kon vanaf 1944 Tilburgsch Studenten Weekblad 'Viking', het verenigingsblad van Sint Olof, weer verschijnen. Het bevrijdingsnummer in 1945 heet 'In Memoriam Fratrum'. Pas nadat heel Nederland bevrijd was werden de colleges ter stede hervat.

## Utrecht
Anders dan in Delft en Leiden zijn de Utrechtse studenten niet gaan staken, toen in november 1940 de Joodse hoogleraren en andere stafleden op bevel van de bezetter hun positie aan de universiteit verloren. Wel verscheen er een anonieme stakingsoproep, waarin deze verordening gehekeld werd met de voorspelling dat het daar niet bij zou blijven. De student Wim Eggink, auteur ervan, had gelijk. Al in februari 1941 volgde een uitsluitingsmaatregel tegen Joodse studenten. Eggink trad weldra op de voorgrond als organisator van het studentenverzet, eerst in Utrecht en vervolgens ook landelijk (instigator Raad van Negen). In 1945 kwam hij in Duitse gevangenschap om. Opvallend genoeg was hij geen lid van een studentenvereniging. De studentenverenigingen speelden overigens een grote rol in het verzet. In juli 1941 hief de bezetter ze op zonder de leden overigens uit te kunnen schakelen. 
De meest spectaculaire verzetsdaad van Utrechtse studenten was het in brand steken van de in het Academiegebouw gehuisveste studentenadministratie eind 1942, naar aanleiding van een Duits plan om studenten in te schakelen voor de Arbeitseinsatz. Toen de studenten maart 1943 het tekenen van een loyaliteitsverklaring werd opgelegd, weigerde 87,4 procent dit te doen wat uitsluiting van de studie betekende. Velen stortten zich in het verzet. Zo startte de student Geert Lubberhuizen een illegale uitgeverij, De Bezige Bij, die na de oorlog kon voortbestaan. 
Ook Utrechtse studenten hebben zich als Engelandvaarders onderscheiden. Bram van der Stok was een van de drie vliegerofficieren, die in maart 1944 bij de onder de naam The Great Escape bekend staande uitbraak uit het krijgsgevangenenkamp Stalag Luft III succesvol wegkwam en aan Hitlers wraak ontsnapte. Geen Nederlands militair kreeg zoveel onderscheidingen als hij, maar desondanks hervatte hij in 1946 zijn medicijnenstudie in Utrecht.
Opvallend is het aandeel van de Utrechtse vrouwelijke studenten in het verzet. Tot hun activiteiten - met name koeriersdiensten van allerlei aard - kon ook spionage horen, zoals bij Truus van Lier, die in oktober 1943 in kamp Sachsenhausen gefusilleerd werd vanwege haar aanslag op de Utrechtse politiecommandant. Van eminent belang is ook het werk geweest, dat Utrechtse studentes verzetten om Joodse kinderen te redden door hen bij pleeggezinnen onder te brengen.

## Rotterdam
In Rotterdam vormde de jaarclub De Keien een onderdeel van het studentenverzet. Een van hen was Frits Ruys, dienstplichtig militair tot de Nederlandse staat op 15 mei 1940 capituleerde met een door generaal Winkelman getekende verklaring. Kort daarna begon Ruys geld in te zamelen voor families van gesneuvelde of krijgsgevangen militairen. Jarige kinderen van oud-strijders trakteerde hij op een bezoekje aan de dierentuin en in december 1940 organiseerde hij op de corpssociëteit een sinterklaasviering. Via de contacten die hij bij dit werk opdeed, raakte hij betrokken bij de illegaliteit. 
Ruys maakte deel uit van een groep van acht studenten die in september 1940 aan hun studie begonnen aan de Nederlandsche Economische Hoogeschool in Rotterdam, de voorloper van de Erasmus Universiteit. Ze werden lid van het Rotterdamsch Studenten Corps, vormden de jaarclub De Keien en gingen samenwonen in een studentenpension aan de Claes de Vrieselaan. 
Na Ruys volgden stuk voor stuk de overige jaarclubleden, plus hun hospita en haar man en een handjevol andere corpsstudenten – destijds uitsluitend mannen. In de loop van de bezetting kregen verschillende Keien sleutelposities bij verzetsgroepen in de regio Rotterdam. Hun studentenhuis aan de Claes de Vrieselaan, groeide uit tot een belangrijk steunpunt van het verzet in de stad.
Hoewel Rotterdam ernstig geleden had onder de Duitse bombardementen in de meidagen van 1940 was er verzet maar ook collaboratie. De Hoogeschool was zo inschikkelijk met de Duitse bezetter dat de instelling op eigen initiatief haar Joodse medewerkers ontsloeg en het verzet van studenten saboteerde tegen de zogeheten loyaliteitsverklaring. 
Terwijl het studentenleven tijdens de Duitse bezetting gewoon door ging, werden De Keien bij verschillende illegale organisaties actief. Eén van De Keien, Frits Ruys, groeide in de loop van de oorlog uit tot een van de grootste verzetshelden van Rotterdam. Ruys werd op 1 november 1944 tegelijk met een aantal anderen door de Sicherheitsdienst opgepakt. Twee dagen later werd hij door de Duitsers gefusilleerd op de Kralingse Schietbaan te Rotterdam.
Het tot dan nog onbekende verhaal van De Keien werd opgetekend door historicus Merel Leeman. Bij haar onderzoek naar het Rotterdamse studentenverzet vond ze het archief van De Keien in een oude kist met aantekeningen, notulen en brieven.